# Günther Korten
Günther Korten, nemški vojaški pilot in general, * 26. julij 1898, Köln, † 22. julij 1944, Rastenburg, Vzhodna Prusija.

## Napredovanja
- Fahnenjunker-Gefreiter (1. december 1914)
- Fahnenjunker-Unteroffizier (26. marec 1915)
- Fähnrich (18. avgust 1915)
- poročnik (18. oktober 1915)
- nadporočnik (31. julij 1925)
- stotnik (1. oktober 1931)
- major (1. december 1934)
- podpolkovnik (1. januar 1937)
- polkovnik (1. april 1939)
- generalmajor (19. julij 1940)
- generalporočnik (1. avgust 1942)
- general letalcev (30. januar 1943)
- generalpolkovnik (22. julij 1944)

## Odlikovanja
- viteški križ železnega križa (3. maj 1941)
- nemški križec v zlatu (1. februar 1943)
- 1914 železni križec I. razreda
- 1914 železni križec II. razreda
- Verwundetenabzeichen, 1918 in Schwarz
- Ehrenkreuz für Frontkämpfer
- Wehrmacht-Dienstauszeichnung IV. bis I. Klasse
- Medaille zur Erinnerung an den 13.03.1938
- Medaille zur Erinnerung an den 01.10.1938
- Frontflugspange für Kampfflieger in Gold
- Kgl. Rumän. Orden Michael der Tapfere III. Klasse (29. julij 1942)
- Kommandeurkreuz des Kgl. Rumän. Orden Aeronautische Tugend mit Schwertern (30. julij 1942)
- Spange zum EK I
- Spange zum EK II
- Krimschild
- Ärmelband »Kreta«
- Gemeinsames Flugzeugführer- und Beobachter-Abzeichen in Gold mit Brillanten
- Finn. Freiheitskreuz I. Klasse mit Stern und Schwertern (7. januar 1944)
- Verwundetenabzeichen, 20.07.1944, in Gold